# Cambron
Cambron är en kommun i departementet Somme i regionen Hauts-de-France i norra Frankrike. Kommunen ligger i kantonen Abbeville-Sud som tillhör arrondissementet Abbeville. År 2022 hade Cambron 751 invånare.

## Befolkningsutveckling
Antalet invånare i kommunen Cambron
| Referens: INSEE |